# Hackneyville (Alabama)
Hackneyville é um lugar designado pelo censo localizado no condado de Tallapoosa no estado estadounidense de Alabama. No ano 2010 tinha uma população de 347 habitantes.

## Geografia
Hackneyville encontra-se localizado nas coordenadas 33° 03′ 17″ N, 85° 56′ 04″ O.